# De maffe markies
De maffe markies is een stripverhaal uit de reeks van Suske en Wiske. Het is geschreven door Peter Van Gucht en getekend door Luc Morjaeu. Het kwam uit als 363ste album in de Vierkleurenreeks op 11 mei 2022.

## Personages
- Suske, Wiske, Lambik, Jerom, tante Sidonia, professor Barabas, Van Zwollem, Annemarie, publiek, bewaker, masseuse, dorpelingen, soldaten

## Locaties
- België, huis van tante Sidonia

## Synopsis
Van Zwollem en Annemarie logeren bij tante Sidonia na een brand op het kasteel. Van Zwollem dacht de Fakkelman te zijn door zijn speelgoedcomplex. Suske, Wiske, Lambik en Annemarie flitsen zich naar kasteel Hingerie waar een voorouder van Van Zwollem vaak kwam. Annemarie voelt zich niet goed door de jarenlange zorg voor haar vader en de vrienden willen haar verrassen met een bal. Philemon Van Zwollem kwam vaak bij markies van Nergenshuizen, een vriend van hertog Wolfgang Guillaume d' Uresel. Hij was verliefd op de dochter, Henriette d' Ursel, getrouwd met graaf de Fenans. Professor Barabas gaat relaxen tijdens een spa weekend in Loch Wellness. 
Van Zwollem vernielt de teletijdmachine, waardoor de terugflitser niet meer werkt. Soldaten raken in gevecht met dorpelingen. De jachtopziener Alfons Le Breconnier geeft Suske, Wiske, Lambik en Annemarie onderdak en waarschuwt hen voor een weerwolf. Sidonia ontmoet een veerman terwijl Jerom en professor Barabas de teletijdmachine repareren. 
Het leger haalt de vrienden als bedienden van Van Zwollem naar het kasteel. Suske komt in de keuken te werken, Wiske wordt de assistente van edeldame Annemarie en Lambik wordt kamerheer. Ridder Jean Modal de la Septieme Boutonmere en markies Lou de Mechant en Edler Von Schrafemax komen voor een bal naar het kasteel. Als Lou hoort dat Annemarie de dochter is, stuurt hij iemand naar kasteel Nergenshuizen en de heer moet naar herberg De Oude Poort. Suske hoort een wolf en botst in het donker tegen Lou. Samen met Wiske gaat hij op zoek naar de wolf en ze ontmoeten een groep burgers die zich verstoppen voor Oostenrijkse soldaten. Suske en Wiske vermommen zich als weerwolf en de Oostenrijkse spion Edler Max laat Lou Passendaele oppakken, want hij richtte een verzetsgroep op.
Dan komt de echte markies Van Zwollem op het kasteel. Van Zwollem zal worden terechtgesteld en wordt naar de Grote Markt in Brussel gebracht. Lou wordt neergeschoten. Madame Maroilles bevrijdt Suske, Wiske en Lambik. Dan wordt Jerom gebeld door Koen, hij heeft op het kasteel een nieuwe tekst op de muur ontdekt. Wiske heeft het telefoonnummer van Jerom genoteerd, waardoor dit telefoontje mogelijk is gemaakt in de toekomst. De vrienden worden door de informatie van Wiske teruggeflitst door professor Barabas, want hij wist niet naar welk jaar ze waren geflitst doordat Van Zwollem de teletijdmachine vernielde. 
Tante Sidonia bleek ook naar het verleden te zijn gereisd. Ze vertelt dat dit mogelijk was dankzij de veerman, die Willy Vandersteen bleek te zijn. Annemarie mocht iets langer in het verleden blijven, zodat ze toch van een romantisch moment kon genieten.